# تل عقير
تل عقير وهو تل يقع شمال شرق مدينة بابل الأثرية ويبعد 80 كلم جنوب بغداد ويقع في محافظة بابل في العراق ، ويعود سكن الإنسان في هذا تل إلى فترة العبيد وتطور ونمى في فترة أوروك وفي فترة جمدة نصر ، وأصبحت منطقة مهمة في العصر الأكدي وفي العصر البابلي، واستمر هذا الموقع شاغلا في السكان حتى أيام نبوخذ نصر الثاني ، حيث شغل هذا الموقع مدينة باسم أوروم .

## الآثار
تل العقير هو تل صغير شمال تل إبراهيم مباشرة، وعلى مرأى منه، التل الكبير الذي يمثل موقع كوثى القديمة. وتقع في منتصف الطريق تقريباً بين نهري دجلة والفرات. تتكون التضاريس من تلتين متجاورتين، الشمال (التل ب) والجنوب (التل أ)، يفصل بينهما ما يبدو أنه قاع قناة قديمة. في الحد الأقصى، يبلغ ارتفاع التلال 6 أمتار فوق خط التضاريس (باستثناء بروز صغير يبلغ 10 أمتار في الطرف الغربي من التل A)، مع تآكل العديد من المستويات من القمم. وتبلغ المساحة الإجمالية للموقع حوالي 6 هكتارات. يحتوي أحد التلال على معبد بروتوليتاري ومنصة على شكل حرف D بعمق 5 أمتار (تعلوها منصة مستطيلة أصغر بعمق 1.6). والأخرى مقبرة من عصر الأسرة الثالثة. يصعد درجان على جانبين متقابلين إلى المنصة السفلية وآخر في منتصف المسافة بينهما يصعد إلى المنصة العلوية. يتكون تل المعبد (التل أ) من سبعة مستويات احتلال. المباني من مستويات فترة العبيد السابقة هي من الطوب اللبن وفترة أوروك اللاحقة من الطوب اللبن المستطيل. بعد العصر العبيدي، احتل المعبد والنصف الجنوبي من التل أ فقط.
عثر على عدد من الأوعية ذات الحواف المشطوفة، التي تميز فترة أوروك، في حرم المعبد. تم التنقيب في موقع تل العقير، المكون من عدة عمليات سبر، خلال الحرب العالمية الثانية عامي 1941 و1942، من قبل فريق المديرية العامة للآثار العراقية بقيادة سيتون لويد، مع طه باقر وفؤاد صفر. استمر العمل لمدة شهر واحد في عام 1940 وشهرين في عام 1941. تعود المباني والتحف المكتشفة في المقام الأول إلى فترة العبيد، وفترة أوروك، وفترة جمدة نصر، وتضمنت أربعة ألواح مسمارية أولية. أيضًا krf في مقبرة تعود إلى عصر الأسرات المبكرة، مع بعض الشوائب اللاحقة. واحتوت القبور على مجموعة متنوعة من المقتنيات الجنائزية، معظمها من الفخار. و عثر في أحد القبور على ثلاثة أختام من الجوتيوم، وفي قبر آخر عثر على ختم من العصر الأكدي. يحتوي أحد القبور على زوج من الصنادل النحاسية. كما عثر على خمسة رموز طينية من العصر الحجري الحديث. تم إجراء السبر على التل B، المجاور لحفرة التنقيب عام 1940، من قبل فريق من جامعة هايدلبرغ بقيادة الدكتور م. مولر كارب في أكتوبر 1978. ركز العمل على منازل أوائل الأسرات الأولى والثانية التي تم قطعها بواسطة ED III القبور. ووجد السبر وجود احتلال حتى منسوب المياه الجوفية على عمق 3.5 متر تحت مستوى سطح التل.
وبينما عثر على أربعة ألواح مسمارية أولية فقط في تل العقير، فقد ظهرت 27 لوحًا أخرى من هناك في سوق الآثار وتم نشرها. ويتعامل البعض مع قروض الشعير. ويطابق ختم المدينة الموجود على أحد الألواح ختمًا موجودًا على لوح عثر عليه في جمدة نصر. و لقد اقترح أن هذا الموقع كان جزءًا من مجموعة تقدم منتجات طقوسية إلى إنانا في أوروك.
أثناء التنقيب في الأربعينيات من القرن الماضي، عثر على قذائف من خلال السبر العميق في مستويات العبيد. أنتج التأريخ بالكربون المشع في عام 1968 تاريخًا معايرًا يبلغ 4649 قبل الميلاد، في منتصف فترة العبيد.

## التاريخ
شهد موقع تل العقير احتلالًا كبيرًا لأول مرة خلال فترة العبيد، ونما إلى أقصى حد خلال فترتي جمدة نصر وأوروك. تشير بعض مقابر الأسرات المبكرة وتناثر القطع الأثرية الأكدية والبابلية إلى أن الموقع استمر في الاستخدام المحدود حتى زمن نبوخذ نصر.
كان الاكتشاف الأبرز في تل أوكوير هو «المعبد الملون»، وهو مجمع كبير يشبه في تصميمه «المعبد الأبيض» الموجود في أوروك، مع دعامات وتجويفات متناوبة. وضع المعبد مباشرة على المنصة المطلية بالقار وتم تنظيفه بالكامل في النهاية وملؤه بالطوب اللبن قبل إنشاء معبد لاحق. ومثل ذلك المعبد كان به كوات متدرجة ذات أنصاف أعمدة. كانت بعض اللوحات الجدارية الأصلية لا تزال مرئية وقت التنقيب وتم نسخها. تم انتشال العديد من اللوحات الجدارية سليمة وإرسالها إلى متحف بغداد. يُعتقد أن المعبد يعود تاريخه إلى فترة أوروك أو فترة جمدة نصر المبكرة. تم تشييد معبد جمدة نصر صغير مجاور إلى حد ما في وقت لاحق ويحتوي على كميات كبيرة من الفخار من تلك الفترة.
لقد تم اقتراح، بناءً على الاسم الجغرافي (ḪA.ÚR.BAR)، أن آثار بلاو نشأت في تل العقير.